# Han (Japon)
Pour les articles homonymes, voir Han.
Les han (藩) ou domaines étaient des unités administratives correspondant aux territoires des fiefs des daimyos du Japon. Ce système fut créé par Toyotomi Hideyoshi et a existé jusqu'à son abolition en 1871, trois ans après la restauration de Meiji. Le nombre de han varia ; il y en avait approximativement 300 durant la période Edo. La plupart étaient dirigés par un daimyo avec un territoire correspondant à 10 000 koku ou plus. Le daimyo jurait fidélité au shogun. Parfois, un daimyo puissant laissait un homme gouverner un domaine de plus de 10 000 koku. Ces hommes n'étaient pas des daimyos mais leur domaine était appelé han.
Le han le plus riche était le han de Kaga avec un million de koku. Il couvrait les provinces de Kaga, d'Etchu et de Noto. En juillet 1871, tous les han furent abolis en faveur de la création des préfectures du Japon.

## Comparaison avec les provinces
Les provinces du Japon (国, kuni) furent créées au VIIIe siècle par la cour impériale par le biais du ritsuryō, afin d'organiser le système gokishichidō. Les provinces étaient originellement des divisions administratives du gouvernement central. Le shogun désignait un daimyo pour gouverner chaque province.
Pendant la période Edo, les provinces restèrent en tant que noms géographiques. Le han était une structure gouvernementale locale, et par conséquent déterminait la région sur laquelle le gouvernement local pouvait exercer son pouvoir. Le système han fut défini par le bakufu des Tokugawa. La taille du han varia, mais selon la définition du shogun Tokugawa, chaque han était un domaine où au moins 10 000 koku étaient produits chaque année. Un daimyo était à la tête du han et servait directement le shogun. Si un vassal d'un daimyo possédait un fief de plus de 10 000 koku, il ne servait pas le shogun mais le daimyo — il n'était pas un daimyo par définition. Pourtant, le gouvernement et le domaine de tel samouraï étaient appelés han par convenance.
Quand le shogunat Tokugawa tomba, le système han resta en vigueur quelques années avant de faire place au système des préfectures, encore d'actualité.

## Relations entre lehanet lebakufu(shogunat)
La structure du han et du bakufu étaient similaires parce que Tokugawa Ieyasu, le fondateur du bakufu d'Edo, garda la structure gouvernementale que ses ancêtres avaient développée lorsqu'ils étaient daimyos de la province de Mikawa. Certains daimyos, spécialement ceux dont les ancêtres avaient servi les ancêtres du shogun, furent nommés seigneurs du han et également bureaucrates du bakufu. La plupart d'entre eux gouvernaient des fiefs évalués entre un et douze koku. D'autres daimyos n'avaient pas de bureau permanent dans le bakufu mais étaient nommés dans des bureaux provisoires.
Chaque daimyo servait le shogun et recevait le droit de gouverner du shogunat. L'héritier de chaque daimyo devait être reconnu par le shogunat. Quand le fils de sang ou adopté était désigné comme héritier de son père, il partait au château Chiyoda à Edo, afin de rencontrer le shogun et de recevoir la permission de succession. Si la procédure était ignorée, la succession était annulée par le shogunat et le han supprimé dans une procédure appelée toritsubushi en japonais.
Bien que chaque daimyo jurait aux assises fidélité au shogun, leurs relations variaient. Hormis des facteurs personnels, la relation entre chaque han et le bakufu était déterminée et influencée par la relation entre le fondateur du han et le shogunat ou les ancêtres de Tokugawa. Pour résumer, il y avait trois classifications : shimpan daimyo (la parentèle de Tokugawa), fudai daimyo (ceux qui avaient des relations amicales avec Tokugawa avant la bataille de Sekigahara) et tozama daimyo (ceux qui étaient contre Tokugawa pendant Sekigahara). Il y avait une autre classification selon la taille des domaines.

## Rang duhan
Les han variaient par la taille et donc par les revenus. Le shogunat classifiait principalement les han par taille. 
Les han les plus larges occupaient des domaines plus grands qu'une province et leurs daimyos étaient appelés kokushu, « seigneur provincial ». Dans les provinces de Mutsu et Dewa, les daimyos furent également élus à cette classe, car leur han occupait toute la province. Maeda, Shimazu, Ikeda, Date et d'autres daimyos majeurs étaient classifiés comme seigneurs provinciaux.
Certains han étaient assignés au haut rang de « seigneur provincial », même malgré la petite taille du han, ce qui parfois posait des problèmes financiers.
Le rang le plus bas des daimyos interdisait la construction de château. Dans les premières années de la période Edo, le shogunat édicta une politique « une province, un château », mais plus tard, d'autres châteaux furent construits.